# Mohammed Mourhit
Mohammed Mourhit (Marruecos, 10 de octubre de 1970) es un atleta belga de origen marroquí, especializado en la prueba de 5000 m, en la que llegó a ser medallista de bronce mundial en 1999.

## Carrera deportiva
En el Mundial de Sevilla 1999 ganó la medalla de bronce en los 5000 metros, con un tiempo de 12:58.80 segundos, llegando a la meta tras el marroquí Salah Hissou y el keniano Benjamin Limo.